# Роганова, Ирина Вячеславовна
Ирина Вячеславовна Роганова (13 ноября 1954, Магнитогорск — 27 февраля 2018, Санкт-Петербург) — российский хормейстер, дирижёр и преподаватель теоретических дисциплин. Заслуженный работник культуры Российской Федерации (1999). Член Союза концертных деятелей РФ. Член президиума Всероссийского хорового общества. Трёхкратный победитель Всемирных хоровых игр 2016 года. Основатель и руководитель молодёжной капеллы «Гармония», а также старшего и младшего составов "Гармонии".

## Биография
Ирина Вячеславовна Роганова родилась 13 ноября 1954 года в Магнитогорске. В 1974 году с отличием окончила Магнитогорское музыкальное училище им. М. И. Глинки. Затем окончила Ленинградскую государственную консерваторию имени Н. А. Римского-Корсакова.
С 1980 года Роганова работала преподавателем теоретических дисциплин в Гатчинской детской музыкальной школе имени Ипполитова-Иванова, а с 1995 года возглавляла работу хорового отдела.
В 1990-е годы она избиралась народным депутатом МО «Город Гатчина», работала в комиссии по культуре.
В 1982 году создала молодёжную хоровую капеллу «Гармония», в которую в разные годы вошли младший, средний, старший хоровые коллективы «Гармония», хоровой ансамбль мальчиков «Гармония», молодежную хоровую  капеллу «Гармония». Начиная с 1996 года ученики Ирины Вячеславовны становились лауреатами различных российских и международных конкурсов. В 2002 году молодёжному хору присвоено звание «Народный коллектив Молодёжная капелла «Гармония».
Под руководством Ирины Вячеславовны молодёжный хор «Гармония» принимал участие в крупнейших европейских хоровых конкурсах в Греции, Австрии, Бельгии, Латвии, Швейцарии, Италии, Польше, Словакии, Эстонии, Литве, где неоднократно становился лауреатом.
В 2016 году в Сочи на IX Всемирных хоровых играх детский хор «Гармония» и молодёжная капелла «Гармония» завоевали одну серебряную и три золотые медали.
В 2017 году в Риге на Европейских хоровых играх молодежная капелла «Гармония» завоевала Гран-При конкурса, а детские хоры «Гармония» – серебряную медаль.
В 1997 году И. В. Роганова была инициатором создания и художественным руководителем хорового конкурса «Радуга», который существует более 20 лет в Гатчинской детской музыкальной школе. С 2010 года конкурс стал международным и вошел в ассоциацию Музыкальных конкурсов России. C 2013 года этап фестиваля-конкурса стал проводиться в Государственной капелле Санкт-Петербурга.
В 1999 году Рогановой был организован Фестиваль молодежных и детских хоровых коллективов «Зеркало времени. XXI век».
В 2009 году совместно с Союзом композиторов России Роганова провела Всероссийский конкурс композиторов на сочинение современной духовной музыки.
С 2013 по 2017 год Роганова создала Всероссийский семинар хормейстеров с международным участием «Летняя школа хормейстеров и композиторов. Хоровая лаборатория. XXI век», где проводились практические занятия с хоровыми коллективами и встречи с ведущими хормейстерами России, Латвии, Финляндии, Германии. Учредителями и организаторами семинара выступили: Межрегиональная ассоциация дирижеров детских и молодежных хоров Северо-Западного региона, комитет по культуре Ленинградской области, Союзы композиторов Москвы, Санкт-Петербурга и России.
Роганова являлась основателем и председателем правления Ассоциации дирижёров детских и молодёжных хоров Северо-Западного региона РФ. С ноября 2011 года ассоциация (единственная в России) является членом европейской хоровой ассоциации «Европа кантат» — European Choral Association — Europa Cantat.
Роганова – создатель методических разработок, программ, инновационных методик в сфере хорового воспитания музыкантов. Автор изданий, сборников по сольфеджио, хоровых сборников, учебных пособий по вокалу, сборников-справочников по творчеству композиторов.
Умерла 27 февраля 2018 года в Санкт-Петербурге после продолжительной болезни. Захоронение урны с прахом Ирины Вячеславовны состоялось 17 марта на Гатчинском городском кладбище.
Была замужем. Два сына.

## Память
После смерти Ирины Вячеславовны состоялся ряд концертов её памяти.
В июне 2018 года созданному Рогановой хору «Гармония»  присвоили её имя.
В ноябре 2018 года члены Совета по культуре и искусству при главе администрации Гатчинского района обсудили варианты увековечения памяти Рогановой.

## Награды и звания
- Заслуженный работник культуры Российской Федерации (1999)[18].
- Приз «За педагогическое мастерство» от Латышского объединения учителей музыки (2017)[19].

## Публикации
- Роганова И. В. Сборник хоровых произведений. Русская музыка XXI в. для детей и юношества. Хоровая лаборатория. — СПб., 2009.
- Дурандина Н. В., Михайлова Е. С., Роганова И. В. Хоровое пение: примерная программа к базисному учебному плану для ДШИ Санкт-Петербурга; Вокальный ансамбль; Индивидуальная певческая практика: примерные программы предмета по выбору. — СПб.: Композитор, 2009. — 68 с. ISBN 979-0-66004-894-8
- Роганова И. В. Хоровая лаборатория XXI век: музыка для детей и юношества.
  - Вып. 1 Ноты: для смешанного хора без сопровождения. — СПб: Композитор, 2011. — 125 c.
  - Вып. 2 Ноты: для смешанного хора без сопровождения. — СПб: Композитор, 2011. — 193 с.
  - Вып. 3 Ноты: для смешанного хора без сопровождения. — СПб: Композитор, 2012. — 233 с.
  - Вып. 4 Ноты: для смешанного хора без сопровождения. — СПб: Композитор, 2014. — 181 с.
- Роганова И. В., Рыкалина О. В. Духовная музыка (1-2-хголосие). Произведения зарубежных композиторов 15-17 веков, знаменные распевы. — СПб, 2012. Вып. 14.
- Роганова И. В., Ставинова Т. А. Младшим школьникам: учебное пособие для детской музыкальной школы: для пения с сопровождением и без сопровождения фортепиано. — СПб.: Композитор, 2012. — 37 с.
- Роганова И. В., Рыкалина О. В. Рождество и Новый год: Учебное пособие для младшего и среднего хоров детской музыкальной школы. — СПб.: Композитор, 2013.
- Роганова И. В. Современный хормейстер: сборник статей : Развитие традиций. Новые тенденции. Опыт работы: по материалам конференций и семинаров «Современный хормейстер» Ассоциации дирижеров детских и молодежных хоров Северо-Западного региона РФ (Санкт-Петербург) 2011-2012 гг. — СПб.: Композитор, 2013. — 130 с. ISBN 978-5-7379-0755-6
- Роганова И. В., Чернушенко В. А. Вокально-хоровые технологии: для руководителей детских и молодежных хоровых коллективов. — СПб.: Композитор, 2014. — 250 с. ISBN 978-5-7379-0777-8
- Роганова И. В. Проблемы хорового строя. Духовная музыка в репертуаре детских  хоров. Вып. 3: сб. метод. статей. — СПб.: Композитор, 2015. — 196 с.
- Роганова И. В. Коллективное музицирование:  хоровое пение: учебно-методическое  пособие для педагогов начальных классов общеобразовательных организаций. — М.: Музыка, 2015. — 62 с.
- Роганова И. В. Работа с младшим хором. Методическое пособие. Формирование начальных вокально-хоровых навыков. Одноголосие. Двухголосие. — СПб.: Композитор, 2016. — 100 с. ISBN 978-5-7379-0864-5
- Роганова И. В. Наш хор: учебно-методическое пособие для преподавания учебного предмета «Музыка» в системе начального общего образования. — М.: Музыка, 2016. — 62 с. ISBN 979-0-66006-433-7
- Роганова И. В. Проблемы хорового строя. Пение acappella: Интонационные упражнения для старшего хора и молодежных любительских коллективов: методическое пособие. — СПб.: Композитор, 2016. — 32 с.